# 塩害

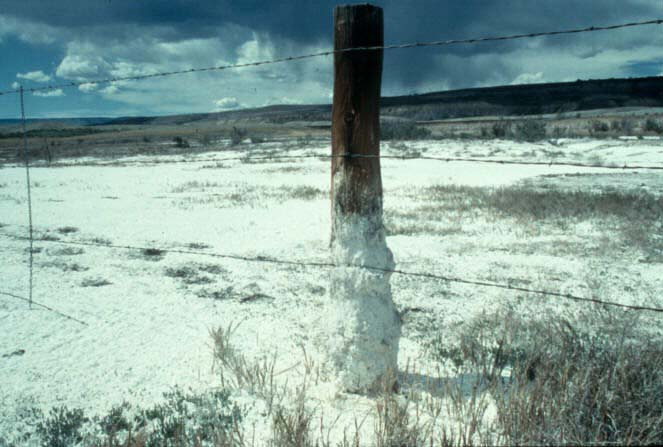
激しい塩害に見舞われた土地。塩が地面や柱まで覆っている。

塩害（えんがい）は、塩分に起因する、植物や各種建築物・構造物への、害の総称である。
特に海岸近くでは海水に含まれる塩分により種々の塩害が生じる。塩分を含んだ潮風が吹き付けることや、海岸や河川河口近くの土壌内への海水浸透、津波による一時的な冠水などによる塩害が起きる。海水塩に由来する塩害は、通常は海岸から数kmまでの地域で生じるが、台風の強風などにより海岸から遠く離れた内陸部まで被害が及ぶ場合もある。
塩害は海だけでなく塩湖周辺でも起きる。中央アジアのアラル海は流入河川での過剰取水により多くが干上がり、析出した塩分が風に飛ばされて塩害を引き起こしている。
海や塩湖の近くでなくても、土壌中の塩分による農作物への障害、コンクリート内に含まれる塩分による建築物・構造物への障害などが生じる。

## 農業における塩害

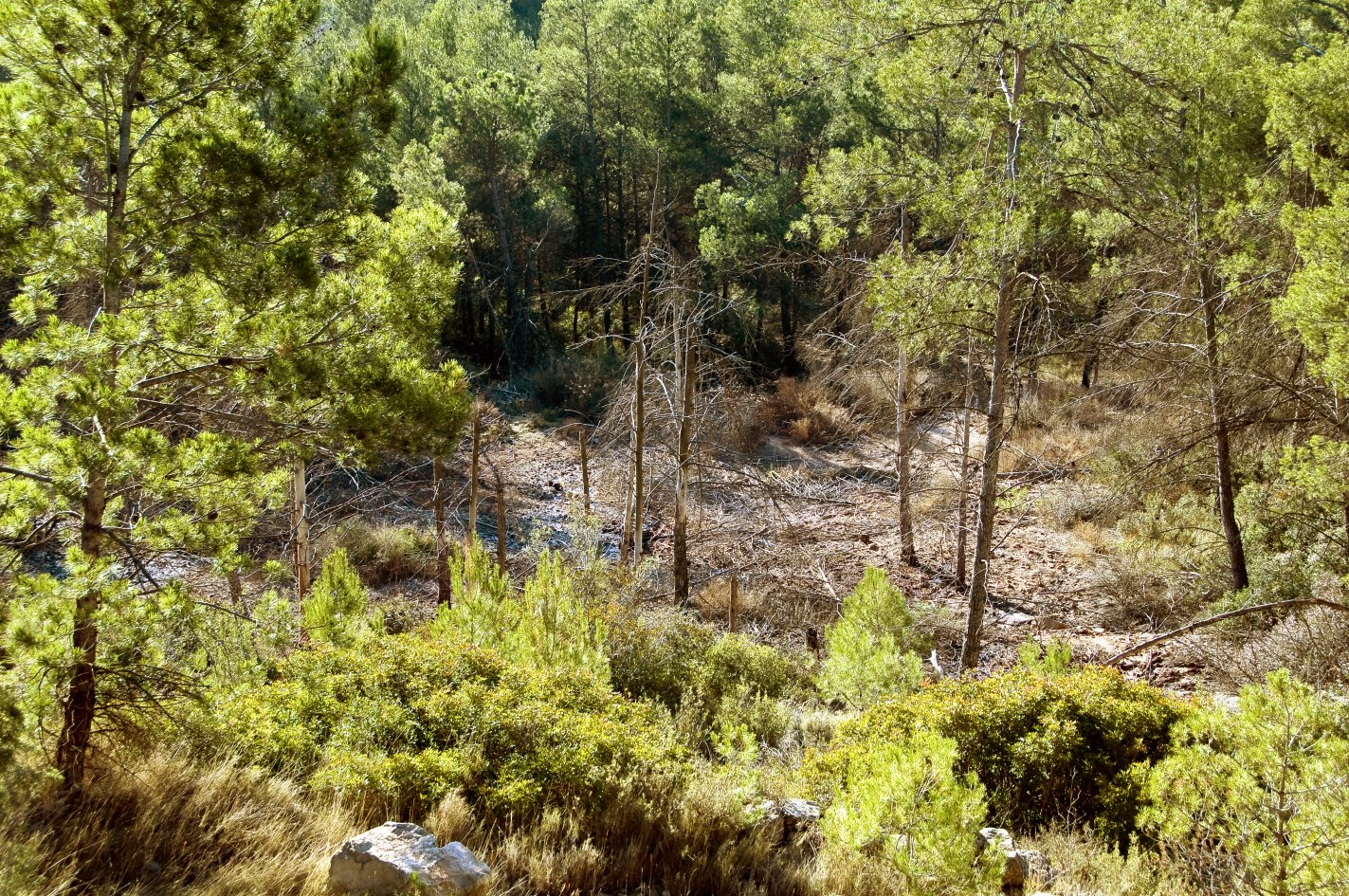
内陸における塩害で立ち枯れが発生した森林（スペイン バジェス）

マングローブのような塩生植物を除き、農作物を含む陸上植物の多くは塩分が多い土壌や潮風が吹き付けたり、海水がせり上がってきたりする土地では生育しにくい。このため農業の塩害対策としては、そうした塩分が多い環境に耐えられる農作物を選んだり、品種改良で生み出したりする方法がある。平時から防潮林や防風林の役割を持つ海岸防災林と防潮堤を整備して、農地を含む人間の利用・居住エリアを塩害から守ることも重要である。
真水が豊富に利用できる地域では、津波などで海水に冠水した農地の排水性を高めたうえで真水を引き入れ、土壌の塩分を減らして排出していく「除塩」によって農地を再生することができる。日本では東日本大震災の被害を受けた東北地方太平洋岸で実施されたが、農業の再開を諦めた耕作放棄地も多く発生した。

### 乾燥地の塩害

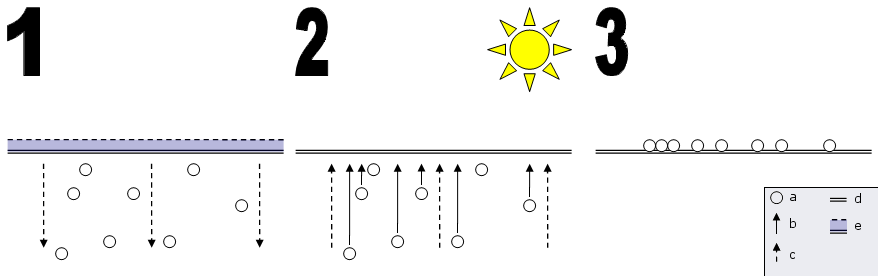
灌漑による塩害のメカニズム。水に溶けだした地下の塩分が蒸発とともに地表に集積する。
1.灌漑中、水が地面に浸透し、塩を溶解する。　2.太陽熱の影響で、地面から水が蒸発し、毛細管現象によって塩が溶けた水が地面に浮き上がる。　3.塩が地面に残る。
a：塩　b：塩の進行方向　c：水の進行方向　d：乾いた地面　e：湿った地面

乾燥地では、土壌に含まれた塩分が雨によって流出しにくく、蓄積しやすいために塩害が発生しやすい。雨量が十分ならば、塩は雨水と共に水路や地下に流出するので、塩害は起きにくい。

#### 連作による塩害
連作障害の一つ。肥料のうち、作物に利用されなかった成分が土中の金属イオンと結びついて塩となるもの。

#### 灌漑による塩害
乾燥地で大規模な灌漑を続けると、地下深くに存在していた塩分が水に溶け、この水分が蒸発する過程で塩分が地表近くに集まってしまい、（灌漑用水に少量含まれる塩分と併せて）地表付近の塩分濃度が上昇して塩害が発生する。このことが砂漠緑化の足枷となっている。

### 海水の遡上による塩害
河川は河口付近において塩水くさびにより河川の底部に海水が遡上する。河口付近の川底には満潮時の海面より低い部分があり、そこまでは海水が遡上してくることがある。このため、海に近い河川下流部沿岸は、海に面しているのと同じで塩害が発生しやすい。
さらに、河川の上流部から下流部に至るまでの途中での大量取水や降水量減少による河川流量の低下、水害防止のための浚渫で川の底が掘り下げられた場合に、より海水が遡上しやすくなり、塩害が拡大することがある。東南アジアではメコンデルタ、日本では昭和33年塩害などの例がある。

### 越波や津波による塩害

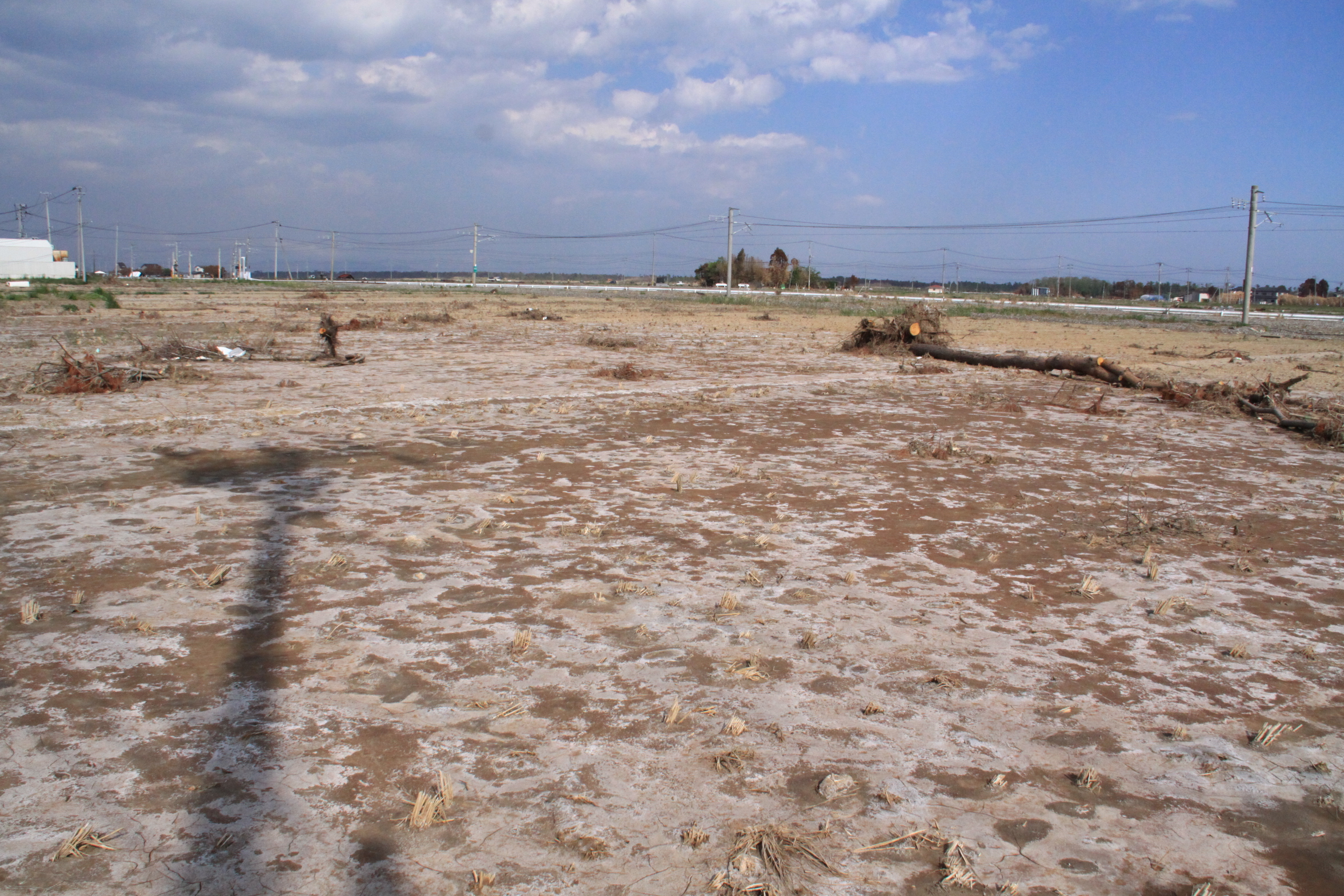
津波後の塩害で白く変色した水田（宮城県）

海岸部に近い農地では、海風が強い時、波飛沫が飛来し、塩水をかぶるため、農作物に被害が生じることがある。特に、沿岸の傾斜地に多いミカン園などで被害が発生しやすい。台風や大潮による越波や地震発生後の津波などで田畑が冠水した場合には、除塩するなどして土地を回復させることが多い。
また、津波のように大規模な災害時は内陸でも深刻な塩害が発生する場合がある。2004年のスマトラ島沖地震で発生した津波は、周囲の標高が低い地域に多大な被害を及ぼした。ただ、これらの地域は熱帯に属しているため、多量の降雨によって塩分が洗い流され、幾分被害は軽減しているとの報道もある。
2011年に発生した東北地方太平洋沖地震（東日本大震災）で起こった津波にて被害を受けた宮城県沿岸部の水田約2000ヘクタールが、震災から10年以上作付けができない可能性があるとみられている。

## 構造物に関わる塩害

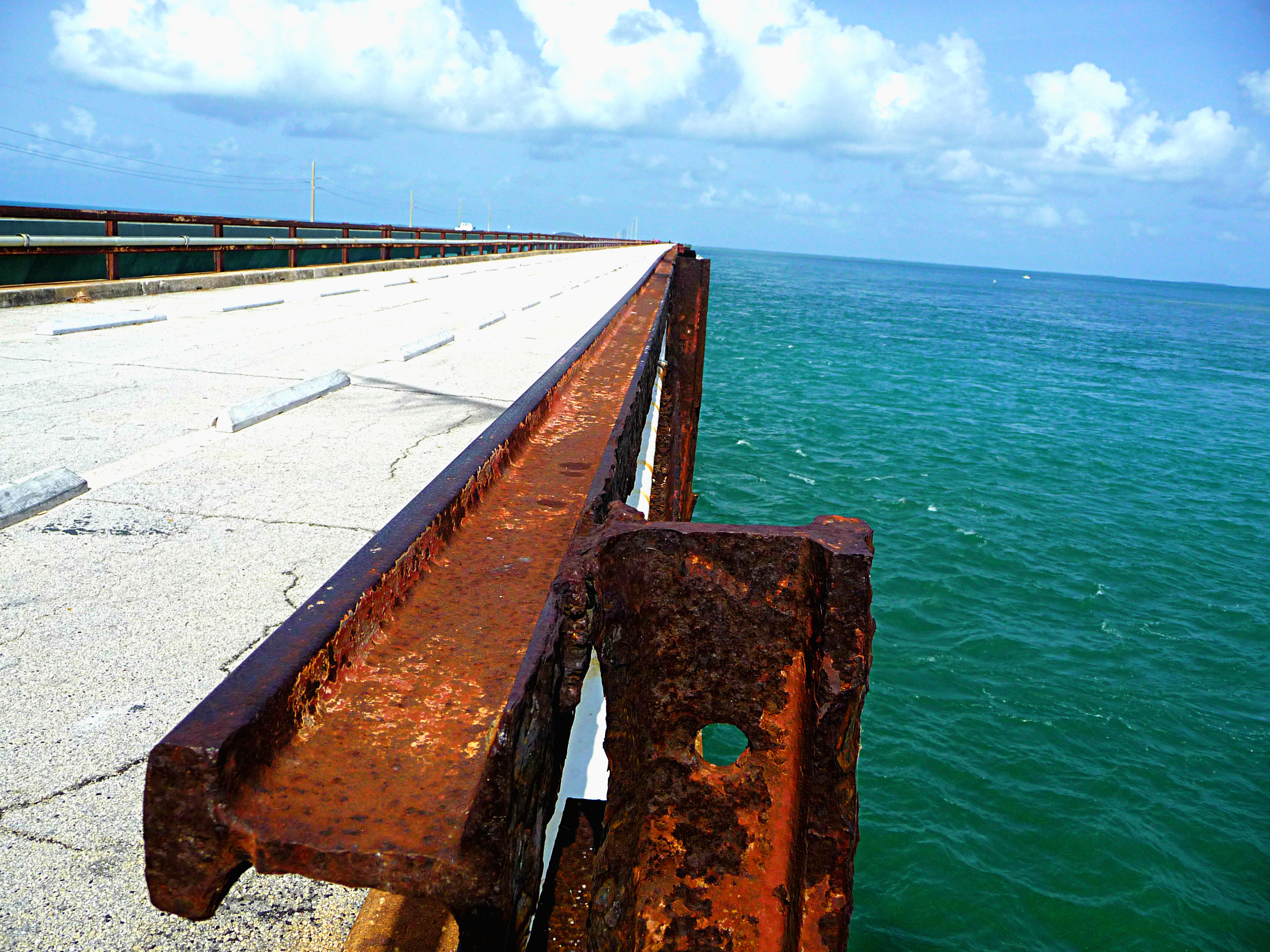
1910年頃建設された旧オーバーシーズ鉄道橋（アメリカ フロリダ）の手すり。塗装はほとんど剥がれ著しく腐食している。

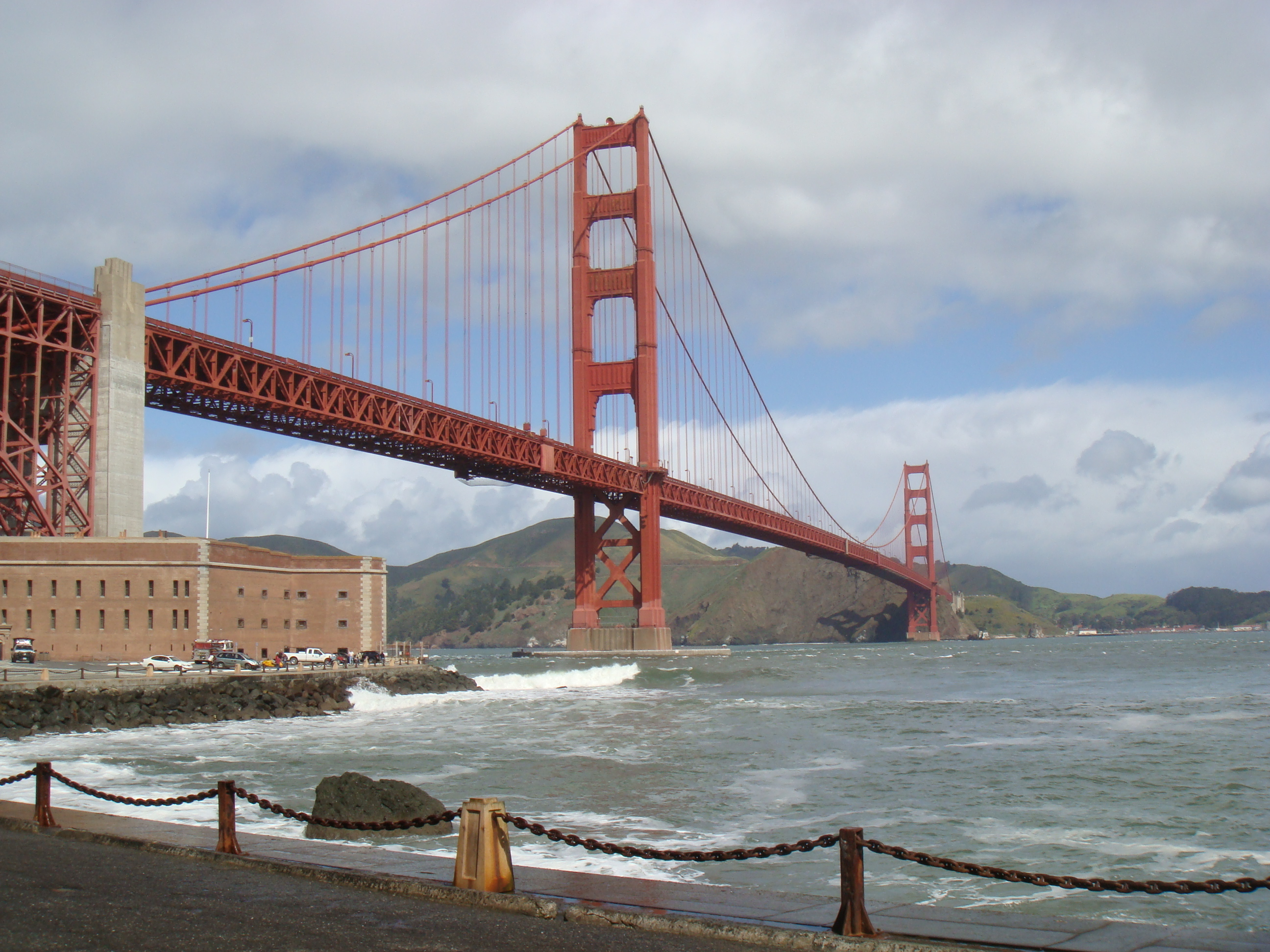
アメリカ サンフランシスコのゴールデン・ゲート・ブリッジ。定期的に検査され、修理や塗装の塗り直しが行われている。

塩分が付着することで、その物体が急速に劣化したり酸化する被害がある。

### 電線の塩害
塩水は雨水よりも遥かに電気を通しやすいため、絶縁している部分に塩水が付着すると、導電して漏電状態となってしまい、電気が供給できなくなる。
海岸沿いに設置された電柱や電線などの電力設備は、当然のことながら塩害対策を施し、付着した塩の除去などを行っているが、越波による塩害などでは、電線にも悪影響を与える。特に、低気圧と荒波・強風を伴う台風は、かなりの内陸部まで広範な影響を及ぼすことがあり、1991年の台風19号では中国地方、2018年の台風24号では関東地方で多数発生した。

### 鉄筋コンクリート構造物の塩害
鉄筋コンクリートにおける塩害とは、以下に示すメカニズムによって発生する。
コンクリートに侵入した塩分中の塩化物イオンが鉄筋を腐食させ、膨張が生じる。鉄筋の膨張に伴い、コンクリートに引っ張り力が働き、ひび割れを生じる。コンクリートのひびは、ますます腐食物質（水、酸素、二酸化炭素、塩化物イオンなど）の侵入を許し、鉄筋の劣化、コンクリートの剥落へと発展する。主に海水が原因とされているが、コンクリートの骨材である海砂や、近年では道路面の凍結を防止するために散布する凍結防止剤による塩害なども原因に挙げられている。
日本では、高度経済成長期に建築された建物や土木構造物（高架橋やトンネルなど）においてコンクリートの崩落が起きており、これらは充分に洗浄・脱塩が行われていない海砂や砂利が原因となっているのではないかと指摘されている。
塩害を防止する対策として、かぶりを十分大きくとること、コンクリート表面および鉄筋表面に合成樹脂などのコーティングを施すこと、材料に海砂などの塩化物イオンを含む骨材を使用しないこと、海砂を利用する場合は十分に洗浄したものを使用すること、などが挙げられる。
広島市の市営基町高層アパートで、1986年から4年間・約40億円を掛けて、日本初の塩害に伴う大改修が行われた。

### 建物等の塩害
住宅・ビル等の場合、海岸付近では鉄製の柵、テレビアンテナ等が塩害で腐食することがある。そのため塩害対策が必要となる。塩害対応の塗料を使用する場合もある。風向きによっては海岸から数キロ離れた場所でも塩害が起こることがある。
コンデンサーにアルミ製の薄いフィンを用いるエアコンの室外機には、耐塩仕様があり、基盤のコーティング、筐体の塗装や設置用のボルトやネジ、をサビ・腐食に強い素材に変更することにより対策を行っている。給湯器も同様に耐塩害仕様製品が存在する。